# Kellyanne Conway
Kellyanne Conway (ur. 20 stycznia 1967 r. w Camden) – amerykańska prawniczka, komentatorka polityczna, konsultantka polityczna i polityk, od 20 stycznia 2017 r. doradca (Counselor to the President) prezydenta USA Donalda Trumpa.

## Życiorys
Urodzona 20 stycznia 1967 r. w Camden w New Jersey jako Kellyanne Fitzpatrick, wychowywała się w Atco w południowym New Jersey i w Waterford Township. Po rozwodzie rodziców, który nastąpił, gdy miała trzy lata, była wychowywana przez matkę, babkę i dwie niezamężne ciotki, które z pochodzenia były Włoszkami. Jako nastolatka przez osiem lat pracowała przy zbiorach jagód – w 1984 roku została wybrana Miss New Jersey Blueberry.
W swoich wspomnieniach przyznała, że jej dom był całkowicie apolityczny. W szkole średniej napisała do lokalnej gazety list, w którym poparła demokratyczną kandydatkę na wiceprezydenta Geraldine Ferraro. Wkrótce potem jednak zaczęła się identyfikować z Republikanami – jak twierdzi pod wpływem przemówienia Ronalda Reagana.
Uczęszczała do St. Joseph's High School w 1985 r., następnie ukończyła politologię na Trinity College w Waszyngtonie i prawo na George Washington University. Po studiach odbyła praktykę w biurze sędziego w Waszyngtonie, przez cztery lata była też wykładowcą w George Washington University Law Center. Również zaraz po studiach zaczęła pracę dla konsultanta politycznego Franka Luntza, jednak w 1995 roku założyła własną firmę doradczą Polling Company, która zajmowała się wspieraniem Partii Republikańskiej w pozyskiwaniu głosów kobiet. Dzięki zaangażowaniu w kampanie najważniejszych polityków Partii Republikańskiej zyskała renomę eksperta w dziedzinie kobiecego elektoratu. W latach 1990. występowała w mediach w charakterze ekspertki od wizerunku politycznego.
28 kwietnia 2001 roku wyszła za mąż za prawnika George'a T. Conwaya III, z którym ma czworo dzieci. W 2006 roku małżeństwo mieszkało w apartamentowcu Trump World Tower, a Conway znalazła się w zarządzie wspólnoty mieszkaniowej. W 2012 r. została doradczynią Newta Gingricha, który starał się wówczas o nominację Republikanów w wyborach prezydenckich. W 2014 r. lobbowała wśród Republikanów na rzecz zalegalizowania pobytu 11 milionów nielegalnych imigrantów.
W marcu 2015 roku odrzuciła ofertę Trumpa, który zaoferował jej pracę przy swojej kampanii prezydenckiej i poparła senatora Teda Cruza oraz została jego doradczynią. Po zakończeniu prawyborów Trump zwolnił menadżera kampanii Coreya Lewandowskiego, a w sierpniu 2016 r. Conway została pierwszą kobietą na stanowisku szefa kampanii Partii Republikańskiej. Po zwycięstwie Trumpa przyjęła propozycję zostania doradcą w jego administracji. Jako doradca prezydenta zajmowała się głównie kontaktami z mediami. W tym czasie była często krytykowana za powoływanie się na nieprawdziwe informacje. Z powodu częstej nieobecności żony Trumpa w Waszyngtonie „New York Magazine” nazwał ją nawet „funkcyjną pierwszą damą”.